# Cambio de piel (Bebe)
Cambio de piel è il quarto album in studio della cantautrice spagnola Bebe, pubblicato nel 2015.

## Tracce
1. Respirar
2. Borrones
3. La cuenta
4. Que llueva
5. Bala perdida
6. Tan lejos tan cerca
7. Animales hambrientos
8. Chica precavida
9. Ganamos
10. Una canción
11. Más que a mi vida
12. Todo lo que deseaba

## Classifiche
| Paese                        | Posizione più alta |
| ---------------------------- | ------------------ |
| Spagna                       | 4                  |
| Stati Uniti Latin Pop Albums | 19                 |